# 佐倉杏子
佐倉 杏子（さくら きょうこ）は、テレビアニメ『魔法少女まどか☆マギカ』に登場する架空の人物。まどか☆マギカの外伝漫画『魔法少女まどか☆マギカ [魔獣編]』『魔法少女おりこ☆マギカ』、『魔法少女かずみ☆マギカ 〜The innocent malice〜』、『魔法少女まどか☆マギカ 〜The different story〜』にも登場する。
一人称は「あたし」。
まどかは「まどか」、ほむらは「ほむら」、さやかは「さやか」、マミは「マミ（『魔法少女まどか☆マギカ ~The different story~』では当初、マミさんと呼んでいた）」と呼んでいる。
声優は各作品共通で野中藍（英語版はローレン・ランダ）が担当する。『マギアレコード 魔法少女まどか☆マギカ外伝』の舞台版では齊藤京子（けやき坂46（現・日向坂46））が演じる。

## 役柄
アニメでの主舞台である見滝原市の隣町である風見野市の魔法少女として設定されている。魔法少女としての武器は柄の部分が伸縮・湾曲・分割が自在な多節棍となる槍。少々荒々しい性格で、口調も男口調。常に何かしらの菓子やジャンクフードを食べており、過去の境遇ゆえに食べ物を粗末にする者には怒りを露にする。虚淵曰く、ジャンクフードを買うための資金は、魔法を使ったATM破壊や強盗で得ているとされる。学校には通っておらず、私服を着ている。その為、彼女が見滝原中学の制服を着るシーンは本編には無く、「叛逆の物語」と外伝の「魔獣編」でしか見られない。「叛逆の物語」ではまどか達のクラスメイトになり、制服を着て学校に通っている。
「他人を助けたい」という信念を有する聖職者の父（声 - 銀河万丈）の下で育つが、教義に含まれない内容まで信者に説いたために信者や本部から見放された父の姿に心を痛め、「父の話に人々が耳を傾けてくれるように」という願いでキュゥべえと契約を交し、魔法少女になる。しかし、一時は教会に人々が溢れかえるも、それが魔法の効果によるものであることを知った父は酒浸りになった末に錯乱し、杏子を“魔女”と罵るなどした後に杏子のみを残して一家（父・母・妹）もろとも心中してしまった。

### 魔法少女まどか☆マギカ
巴マミの死後、見滝原を自分の縄張りにするために現れ、マミとは全く別のタイプの魔法少女として登場する。自分が父のために願ったことが、結果的に家族を破滅させたという後悔から、以後は「魔法は徹頭徹尾、自分のためだけに使う」という信条で行動し、使い魔をわざと放逐して人間を襲わせ、魔女に成長したところを狩る手段もとっており、自分とは相反する信条を持つ美樹さやかと対立する。
自分と同じく「他人のための祈り」から魔法少女になったさやかに強い関心と反発を抱いていたが、両者は根本的には似た者同士でもあり、徐々に助言を与えるなど気にかけるようになる。キュゥべえから魔法少女の真実を知らされてもさやかのような自暴自棄に陥ることはなかったものの、動揺してキュゥべえに詰め寄る一面は見せた。魔女化したさやかを人間に戻す手段がないことを信じられず、キュゥべえに唆されさやかを救おうと決断する。魔法少女になった当初同様にハッピーエンドを信じ「人魚の魔女」と化したさやかと戦うが、後ろにいる鹿目まどかを庇いながら戦ったため、得意のスピードを生かすことができず重傷を負い、助けに来た暁美ほむらにまどかを託し、自爆魔法により「人魚の魔女」と共に戦死する。
本編以外の時間軸では、鹿目まどか・暁美ほむら・巴マミ・美樹さやか達と魔女退治で共闘する場面が描かれることもある。まどかが「円環の理」と化した後の世界でも、ほむら・マミ・さやかと魔獣退治で共闘している場面がある（ただしこの場面では、さやかは力尽きて「円環の理」へと導かれ消滅している）。

#### [新編]叛逆の物語
テレビ版および劇場版[後編]の後の物語である[新編]叛逆の物語では、記憶を捏造された偽りの世界でさやかと同居しており、ナイトメア退治ではさやかと息の合ったコンビを組んでいる。実家のある風見野市のナイトメアを一掃し平和になったため、マミの要請を受け見滝原中学へ転校してきた（と思わされている）。
ある日、ほむらから過去の記憶について質問されるが、あやふやにしか答えられず、記憶の確実性を確かめるため、共に風見野市へ向かおうとする。しかしどうしても辿りつけず、周囲の環境や自分たちの記憶が、何者かに捏造されたものであることに気づく。
やがて全ての真相が判明し、いま自分たちがいる世界は偽りの見滝原＝ほむらが作り出した魔女の結界であること、さやかは既に「円環の理」に導かれた（この世の者では無い）存在であることを知る。そして、時々見ていた「さやかが死ぬ悪い夢」が真実であり、魔女となったほむらとの戦いが終われば、さやかともう一度別れることとなると悟ったが、さやかから「もう一度逢いたかった」との告白を受け、二人でほむらの使い魔の軍勢と戦った。
のちに、悪魔となったほむらによって世界の再改変が行われた後も、見滝原中学に在学している。

### 魔法少女おりこ☆マギカ
外伝漫画のおりこ☆マギカでは、呉キリカに狩られた魔法少女が管轄していた別の街での魔女との戦闘で千歳ゆまと出会い、自身の過去とゆまの家庭の事情を重ね、世話をやくようになる。
結界が貼られた校内で、ゆまやマミとともに暴走した織莉子を倒すために行動する。

### 魔法少女かずみ☆マギカ
外伝漫画のかずみ☆マギカでは、和紗ミチルの日記の回想にて後姿のみ登場。この時、飛鳥ユウリとも接触している。

### 魔法少女まどか☆マギカ〜The different story〜
アニメのスピンオフ作品であり、巴マミを主人公に据えた漫画『The different story』においては、見滝原に来訪後、自身の過去のこともありさやかの願いを否定し、マミに対しても素直になれないまま、さやかを魔法少女にしたことを責め、突き放す。
その後、さやかの魔女化の真偽を確かめるためマミとさやかの元へと向かった際に、魔女化したさやかとの心中を企てていたマミに出くわす。そんなマミを杏子は放っておくことが出来ず、両者は激突。戦いの果てに魔力を使い果たし動けなくなったマミに対して、自分にとってマミは家族同然のかけがえない存在だ、と初めて本音を明らかにする。そしてリボンと髪飾りを預け、「もう二度と勝手にいなくなったりしない」と約束すると、魔女化したさやかを涙を流しながら倒し、そのグリーフシードをマミに使い、マミのソウルジェムを浄化する。
マミのソウルジェムを浄化した後、マミとの戦闘で穢れを溜め込んだソウルジェムを浄化するために新たなグリーフシードを求めて別の魔女の結界に赴く。しかし、手持ちのグリーフシードが底を突き、ソウルジェムに穢れを溜め込んでしまった状態では普段の戦闘能力を発揮できず、マミとの約束を果たせないままに、志半ばで力尽きる。

### 魔法少女まどか☆マギカ[魔獣編]
1話から登場。当初はさやか、マミと組んで魔獣退治をしていた。本編と異なりさやかとの関係は当初は良好だったが、恭介の件で関係が悪化してしまう。その後、杏子はさやかに（マミの命令もあるが）謝罪し二人の関係は修復され、さやかは円環の理によって消滅する直前に「あんたもあたしの友達だから」と杏子に告げた。
さやか消滅後は転校して来たほむらを加え、新しく魔獣退治のチームを組む（3話では杏子が借り物ではあるが、見滝原中の制服を着ている珍しいシーンがある）。さやか消滅後に仁美と邂逅し、さやかの死の真相について話す。その後、襲って来た魔獣「サヤカ」と一戦交える。
中盤は杏子を模した魔獣「キョウコ」が登場し、ほむら、マミと一戦交えた。
終盤は魔獣の攻撃によって死亡するが、円環の理と化したまどかの介入によって時間が巻き戻り、生き返った。尚、前世界での記憶は失っている。

### マギアレコード 魔法少女まどか☆マギカ外伝
風見野市や見滝原市において魔女が減少する中で、マミから知らされた唯一魔女が集中しているとされる神浜市に向かう。その際に環いろはたちと知り合い、魔女とは異なる「ウワサ」とそれを管理する「マギウスの翼」の存在を知る。さやかからマミの現状と魔法少女の真実を知らされた後、再び単身で神浜市に向かい実態を見極めるべくマギウスの翼に加入し、杏子との再会で心を揺るがされマギウスによって再洗脳されたマミを見て脱退する。見滝原市にて結界に閉じ込められていたまどかたち3人を救出した後は再び神浜市に向かい、いろはたちと協力してマギウスの翼と交戦。ホテル・フェントホープの崩壊後はマギウスによって神浜市に召喚されたワルプルギスの夜と戦う。勝利後見滝原市へ戻った後はマミたちと協力することを決意する。
テレビアニメ版では一部の展開が前後している。第二期でキレーションランドにてマミの救出および魔女誘導装置のウワサの破壊を達成した後、ワルプルギスの夜の迎撃のために見滝原市に戻る。その後第三期ではワルプルギスの夜との戦闘を図るが、その決着については描写されていない。

#### 魔法少女まどか☆マギカ scene0
原作アニメ本編では描かれなかったマミとの関わりが描写されており、コンビを組んでいた時とのマミの変わりように度々苦言を呈し、彼女のテリトリーを狙っている。
Film1では使い魔に襲われていた愛生まばゆ、魔女に囚われたまどかをマミとの連携で救助。後者ではグリーフシードの所有権を主張するも、ほむらが駆けつけた事で貸しにして立ち去る。
Film2では原作アニメ本編と同様に魔法少女となったさやかと対峙。後にさやかの精神が病んでいる事を知っており、その事に気づいてなかったマミを糾弾しつつも直前にマミと倒した魔女から得たグリーフシードをさやかの為に託す。
その後は原作通りさやかの魔女化を目の当たりにし、魔女が倒された直後にマミに殺された。
Film4ではマミがお菓子の魔女に殺され、その魔女からなぎさが生まれた事で彼女をマミの仇として追うも、なぎさに殺されてしまう。

### その他のメディア
魔法少女まどか☆マギカ ポータブルではプレイヤーキャラクター。魔女化した際には武旦（ウーダン）の魔女に変化し、金魚の水槽の内部を思わせるような結界に住み、中国の女官をモチーフにした歴代魔女の手下の中で最強の使い魔を従える。
特典ドラマCD「フェアウェル・ストーリー」では、アニメ本編では触れられなかった過去が描かれており、また亡くなった妹の名前が「モモ」（声 - 設楽麻美）であるという設定も明かされているほか、杏子が本来持つ幻惑魔法に、マミから「ロッソ・ファンタズマ」と命名されるエピソードが描かれている。

## キャラクター設計
企画当初のイメージカラーは黄色であったが、蒼樹うめがデザインの原案を描く際に巴マミの色と入れ替わっており、赤を基調としたデザインとなっている。まどか☆マギカにおける他の魔法少女の衣装デザインは、それぞれの武器から連想されたデザインであったが、杏子の場合は主要キャラクターでは最後にデザインされており、他キャラクターと差別化することを念頭において描かれている。顔付は蒼樹が脚本を読んだ瞬間すぐ浮かんだという。
髪型は原案の段階ではハーフアップであったが、岸田隆宏がキャラクターデザインを起こす際にポニーテールへ変更された。また岸田は、杏子の特徴をなす八重歯について、杏子が常に物を食べているという描写から着想したものであると明かしている。魔法少女へ変身時はノースリーブの上着の下にスカートを履いたもので、丈の長い上着は足の動きの邪魔にならないような、前側の開いたものとなっており、ソウルジェムは胸元に装着される。ソウルジェムの周りは肌が露出しており、これもキャラクターデザインの段階で変更された部分である。脚本の虚淵玄は杏子を動くキャラクターとして想定していたため、長い服の衣装デザインは予想外だったと述べている。
虚淵が脚本を書いた際には悪役らしい声を想定していたが、オーディション段階での判断により、良い子が無理をして悪党らしく振舞っているような声質が当てられ、憎らしげのない人物として演出された。アニメで杏子を演じた声優の野中藍は、先入観を持たないようストーリーの資料にはあまり目を通しておらず、キャラクター絵の印象とは異なる重い空気の作品だったため驚いたという。

## 特色
登場当初は悪役のように登場し、退場間際には陰鬱な展開の救いとなる良心的存在となっていくキャラクターで、その言動は任侠ものの登場人物を美少女に換骨奪胎したかのようだとも評される。杏子役を演じた野中藍は、冷めているようで熱いところのあるキャラクターだと解説する。
心理学者の富田たかしによれば、杏子は直感的に行動するタイプで、感情に流されやすい性格である。登場時の利己的な言動も過去の経験から仕方なく被った社会的仮面だと富田は分析し、脚本を担当した虚淵によれば、杏子は悪人として振る舞うことで絶望を発散させ心の平静を保っているが、実のところはそうした自分が好きではない。本質的には人間が好きであり、友人には親身になるタイプだと富田は述べている。
またテレビアニメ本編では、杏子はさやかを過去の自分と重ね合わせて見ており、虚淵は第9話でさやかを救うことができれば自分自身の心を救うこともできたが、見捨てていればそのまま真の絶望を迎えたであろうと述べている。
魔法少女としては、契約時の願いから発現した本来の魔法は失っており、劇中では後付で学んだ能力で戦っていると虚淵は述べており、シリーズディレクターの宮本によると経験からくる技術とパワーに裏打ちされた高い攻撃力とスピードを生かした動きで接近戦を得意とする反面、防御面では脆いのだという。

## 玩具展開
2012年にはフィギュア販売も展開され、販売をしたグッドスマイルカンパニー内の年間ランキングにおいてfigmaが7位、ねんどろいどが11位となる販売数を記録した。アマゾンジャパンでの2012年ホビー部門のランキングにおいてはねんどろいどが8位についた。

## その他の動き
- 2011年には盲導犬普及支援の啓発ポスターに採用された[26]。